# Cech

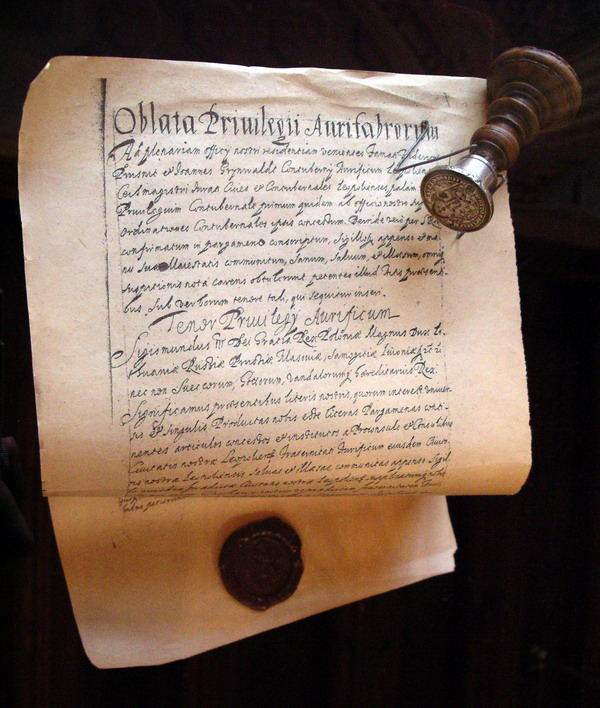
Privilegium udělené roku 1600 polským králem Zikmundem III. lvovskému cechu klenotníků

Cech byl středověké a raně novověké řemeslnické, obchodnické nebo zájmové sdružení, které hájilo práva a zájmy svých členů, dohlíželo na jakost a cenu výrobků, na výchovu učedníků a skládání mistrovských zkoušek. Plnil též úlohy zastupitelské, náboženské, a společenské, někdy zajišťoval i zdravotní a sociální pojištění.

## Historie
Cechy vznikaly ve středověkých evropských městech hlavně během 13.–15. století, v menších městech ještě v 16. a 17. století. Rušeny začaly být ve druhé polovině 18. století a především v 19. století, neboť bránily vytváření konkurenčního prostředí, obchodu a technologickému rozvoji.
Členství v cechovních organizacích v Rakouském císařství zaniklo definitivně až v roce 1859 zrušením cechů a zavedením rakouského obchodního zákoníku.

## Charakteristika cechů

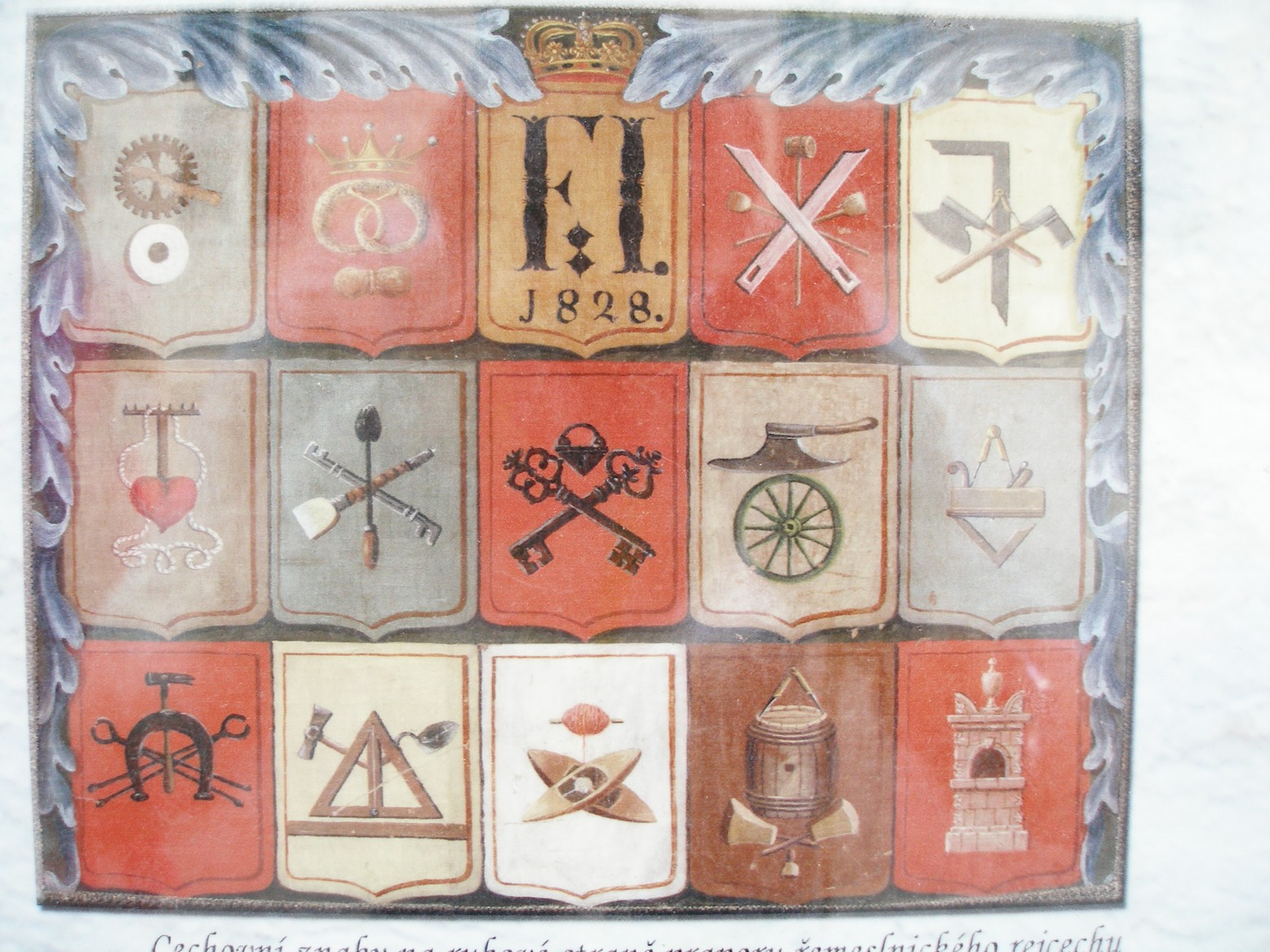
Zástava řemeslných cechů v Novém Strašecí

Smyslem cechu bylo především hájit zájmy svých členů, dohlížet na kvalitu a cenu zboží, ale také například nedovolovat provozování řemesla někomu, kdo není členem cechu. Toto pokutování bylo podepřeno městskými výsadami, takže nečlen cechu prakticky nemohl své řemeslo vykonávat.
Cech byl ovšem také náboženské bratrstvo, zpravidla měl v městském (či farním) kostele svou kapli či oltář s obrazem nebo sochou svého svatého patrona. Při procesích členové chodili někdy ve stejnokroji a nosili svou korouhev.
Cech volil svého představeného a jeho zástupce. V řemeslech pracujících s drahocennými materiály také svého kontrolora. Například zlatnický cech měl probéře, který užíval kontrolní puncovní značku k potvrzení jakosti drahého kovu ve slitině výrobků a ještě kontrolory, kteří dělali namátkově přepadové kontroly zboží v krámech. Soukeníci označovali jakost svého zboží cechovní plombou, papírníci vodoznakem, hrnčíři značkou vtlačenou ve dně nádoby, atp. 
Zvláštní skupinu tvořily cechy (ostro)střelců, které byly zájmovým sdružením měšťanů ve větších městech. Jejich hlavní činnost probíhala o svátcích a ve dnech pracovního volna a jejich náplní byly střelecké soutěže. Každý takový cech měl svou střelnici. 
Zvláštní sekci tvořila řemesla a živnosti necechovní (německy ungezunftete), jejichž členů bylo buď málo, nebo tradičně tvořili vlastní grémium, například lékárníci.    

## Insignie

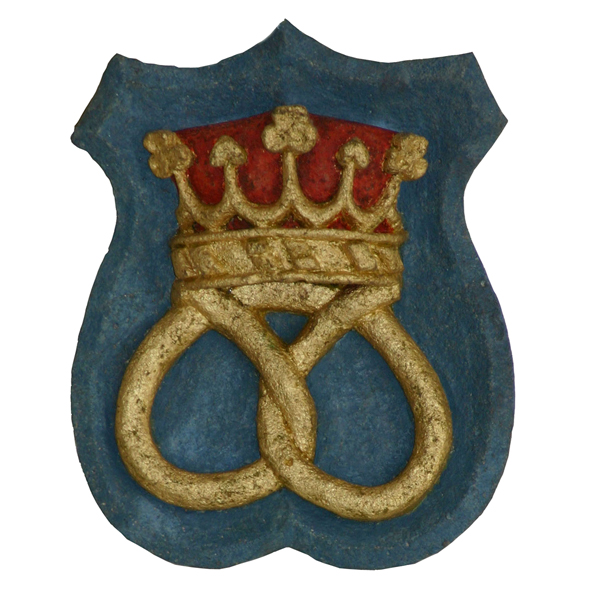
Znak cechu pekařů vytesaný na klenbě děkanského kostela v Mostě

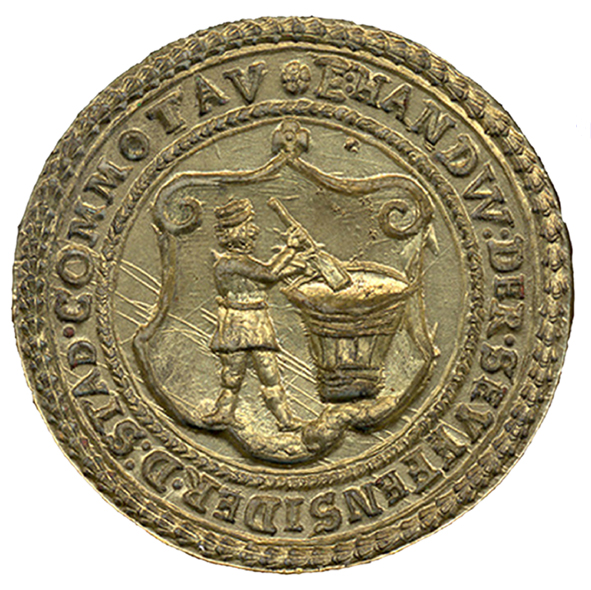
Pečetidlo cechu mydlářů v Chomutově ze 17. století

Každý cech měl svého svatého patrona, svůj znak, pečetidlo a prapor, vlastní privilegia potvrzoval cechům král nebo císař. Cech vlastnil také cechovní pokladnu, do níž se platily poplatky za mistrovské zkoušky, za přijetí nových členů, pravidelné roční příspěvky, peníze vybrané na pokutách atd. Z té vydával finance na pohoštění představených při schůzích, na chrámové klenoty cechu (kalich, ornát, vybavení oltáře, svíce, apod.), na pohřeb člena, na podporu nemocných členů, vdov a sirotků. Pravidelné schůze cechu se konaly buď v cechovní hospodě, v domě představeného nebo v cechovní síni na radnici. 

## Typy cechů
V cechu byli řemeslníci sdružováni 
- podle jednotlivých oborů
- spojováno více příbuzných řemesel do jednoho cechu, například cech ševců a obuvníků, mlynářů, pekařů a perníkářů, zedníků a kameníků, krejčích a soukeníků, kolářů a bednářů, cihlářů, kamnářů a hrnčířů nebo lazebníků a ranhojičů
- v menších městech se spojovala do jediného sdruženého cechu i velmi různorodá řemesla.

Často se zachovaly tištěné cechovní regule tzv. cechovní pořádky, takže například víme, co musel zájemce pro přijetí splnit: přinést domovský či zachovací list ze svého rodiště, v němž mělo být potvrzení o jeho manželském původu, dále výuční list nebo i cechovní knížku se záznamy o vykonané tovaryšské praxi. Cizí mistr žádal o nové mistrovské právo v konkrétním cechu, jen málokteří mistři obdrželi říšské privilegium k prodeji svých výrobků mimo cech.   
Cech také například omezoval počet učedníků a tovaryšů. Přijaté však chránil například ubytováním ve vlastním herberku. Zájemce o členství v cechu musel být vyučen u jiného člena cechu. Musel však také předložit tzv. „zachovací list“, který potvrzoval, že zájemce byl zplozen v řádně uzavřeném manželském svazku a byl pokřtěn. Zájemce pochopitelně také musel být měšťanem daného města, tj. musel v něm zaplatit za městské právo, nebo i vlastnit dům.
Cechy nejen potlačovaly konkurenci, ale zároveň konzervovaly technologické postupy, takže se v řemeslech jen těžko prosazovaly novinky. Inovace byla možná, až když modernější způsob výroby schválil celý cech. (V českých zemích se nové výdobytky ve výrobě mnohdy prosazovaly s velkým zpožděním za Evropou.)
Protože tento složitý a zcela nekonkurenční řád začal být postupně pro mnohé členy velmi svazujícím, docházelo často, zvláště v raném novověku, k porušování cechovních pravidel. (Velmi běžné bylo například překračování nejvyššího povoleného počtu tovaryšů.) Tato nepružnost a podvazování konkurenčního prostředí se nakonec staly i důvodem zrušení cechů.

## Postavení v rámci cechu
Cech měl své vnitřní uspořádání, které se zakládalo na třech základních stavech v jeho rámci. První byl nejnižší učednický stav, druhý stav tovaryšský a třetí – nejvyšší – byl stav mistrovský.
V rámci cechu si mistři ze svého středu volili představeného cechmistra. Cechmistr zastupoval cech na veřejnosti a vedl rokování s městskou anebo šlechtickou vrchností. V rámci cechu měl cechmistr prvostupňovou trestně-právní pravomoc. (Mohl soudit a trestat členy cechu za menší přestupky, přečiny ve výrobě a mravní poklesky.) Cechmistr měl dva či více zástupců, sám doma uchovával nebo jejich prostřednictvím obstarával cechovní truhlici s pokladem, dohlížel na jakost výrobků a vedl schůze (porady) cechu. Každý z mistrů měl vést příkladný jak soukromý, tak i pracovní život. Bezúhonný soukromý život byl považován za samozřejmost. Starší mistři měli být příkladem pro tovaryše a učedníky, sami očekávali od kolegů a tovaryšů projevy úcty.

## Úpadek cechů
Cechovní uspořádání se stalo terčem kritiky na konci 18. století a na počátku 19. století. Cechům bylo vytýkáno, že brzdí volný obchod, technologické inovace, přenos technologií a rozvoj podnikání. Dle některých pramenů z této doby se cechy stále víc a víc zapojovaly do vzájemných bojů a bojů proti řemeslníkům, kteří do cechů nepatřili. Po celé Evropě rostl sklon bojovat proti vládní kontrole trhu ve prospěch trhu volného (systému laissez faire). Ten rychle rostl a vytvářel si cestu do politického a právního systému.
Vzhledem k industrializaci, modernizaci průmyslu, obchodu a vzestupu silných národních států, které mohly přímo vydávat patenty či ochranu autorských práv, se síla cechů vytratila. Po francouzské revoluci během 19. století cechy vymizely ve většině evropských zemí, kde byly přijaty zákony o volném obchodu.

### Kritika cechů
Dva z nejotevřenějších kritiků cechovního systému byli Jean Jacques Rousseau a Adam Smith. Francouzská revoluce viděla cechy jako poslední pozůstatek feudalismu. Le Chapelierův zákon z roku 1791 zrušil cechy ve Francii úplně.
Také Karel Marx kritizoval ve svém Komunistickém manifestu cechovní systém kvůli rozdělení sociálního postavení ve vztahu utlačovatel versus utlačovaný, které bylo součástí manifestu.
Sheilagh Ogilvie (2004) ukazuje, že cechy negativně ovlivňovaly kvalitu, dovednosti i inovace. To, co ekonomové dnes nazývají dobýváním renty, přineslo hospodářství jen velké ztráty. Ogilvie také říká, že nevznikly žádné prokazatelně pozitivní externality, a poznamenává, že odvětví se začalo dařit až ve chvíli, kdy se cechy rozpadly. Cechy se udržely po celá staletí především díky tomu, že jejich zdroje často putovaly do rukou politicky silných obchodníků. Na druhou stranu ale Ogilvie souhlasí s tím, že spolky vytvořily sociální kapitál společně sdílených norem, informací, podílových sankcí a kolektivní politické akce. Z tohoto sociálního kapitálu těžili hlavně členové cechů.